# Royal Adelaide Golf Club
Royal Adelaide Golf Club är en golfklubb i Adelaide i Australien bildad 1869. Klubben fick sin kungliga status 1923.
Golfbanan anses vara en av de bästa i Australien och en lång rad mästerskap har spelats där. Den ritades ursprungligen av Cargie Rymill och ritades om 1926 av Alister Mackenzie. Den är byggd på sanddyner och påminner om brittiska linksbanor. Klubben har arrangerat herrarnas Australian Open nio gånger.